# Düsseldorf-Elberfelder Eisenbahn-Gesellschaft
Die Düsseldorf-Elberfelder Eisenbahn-Gesellschaft (abgekürzt DEE) war ein Eisenbahnunternehmen, das 1835 gegründet wurde um eine Eisenbahnstrecke zwischen Düsseldorf und Elberfeld zu bauen und zu betreiben. Die ab 1838 in Abschnitten und 1841 ganz in Betrieb genommene Strecke wurde 1857 von der Bergisch-Märkischen Eisenbahn-Gesellschaft übernommen.

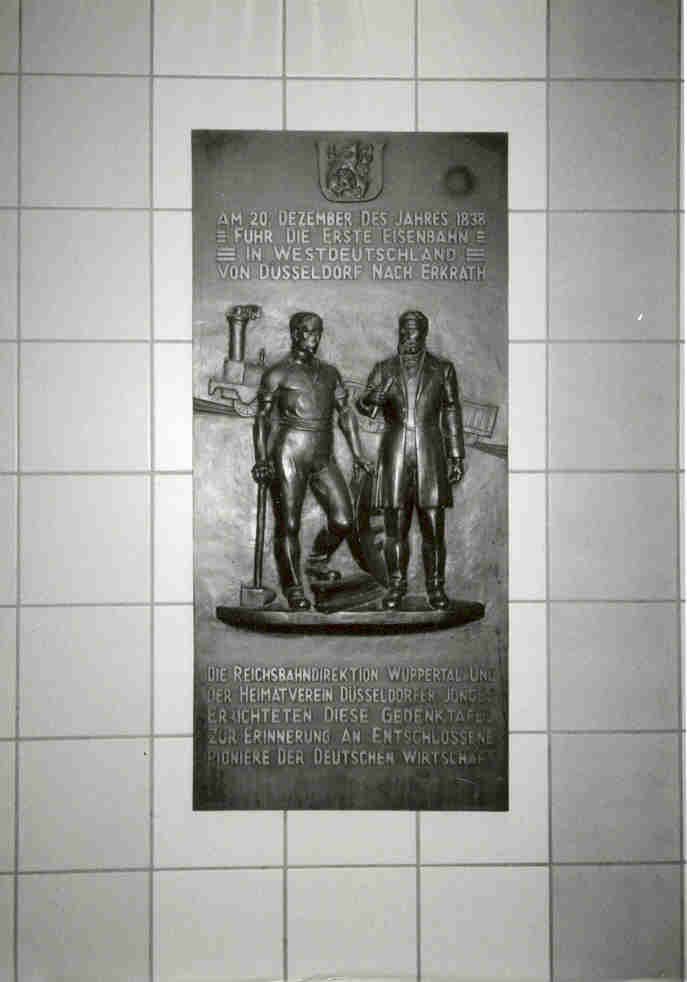
Gedenktafel im Nordtunnel des Düsseldorfer Hauptbahnhofs an den Bau der Düsseldorf-Elberfelder Eisenbahn

## Geschichte
Der Plan einer Eisenbahnverbindung zwischen dem Rhein und dem bereits industrialisierten Bergischen Land kann bis auf das Jahr 1832 zurückgeführt werden. Mitinitiator und Förderer dieser Idee war der Elberfelder Bankier und spätere preußische Minister August von der Heydt. Zwecks Umsetzung dieser Pläne wurde im Oktober 1835 die Eisenbahngesellschaft gegründet. Deren Gründungsstatut wurde von der Preußischen Regierung am 23. September 1837 bestätigt, wodurch die Gesellschaft auch die Konzession für den Bau und Betrieb der 27 Kilometer langen Strecke von Düsseldorf über Erkrath, Hochdahl und Vohwinkel nach Elberfeld erlangte.

### Stammstrecke

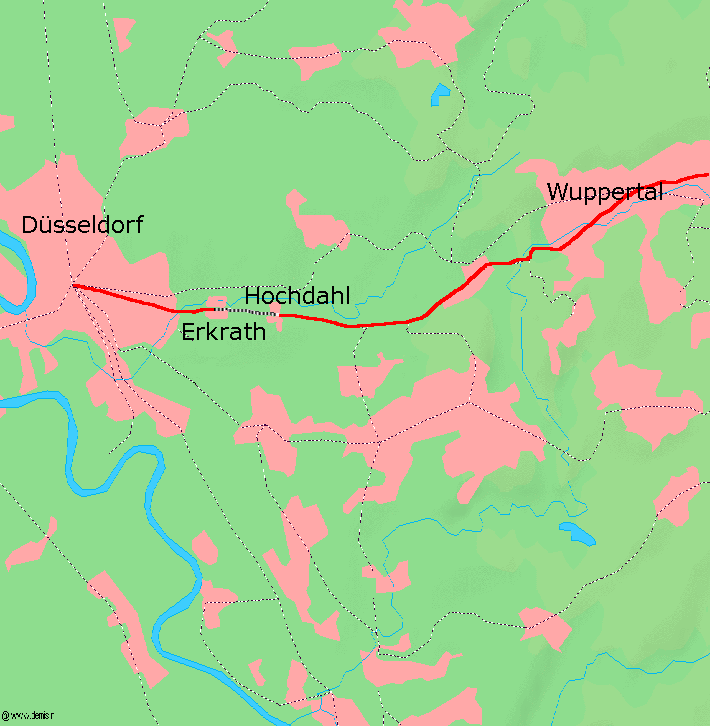
Die Bahnstrecke der Düsseldorf-Elberfelder Eisenbahn-Gesellschaft

Der erste 8,12 Kilometer lange Abschnitt zwischen Düsseldorf und Erkrath wurde im Jahr 1838 gebaut und in Betrieb genommen und ist deshalb die älteste Eisenbahnstrecke Westdeutschlands. Der vollständige Betrieb (Personen- und Güterverkehr) auf der gesamten Strecke also bis Elberfeld wurde am 1. Dezember 1841 aufgenommen.

### Dampflokomotiven
| Name             | Bauart          | Hersteller                                       | Baujahr | Fabriknummer | Betriebsgeschichte | Foto |
| ---------------- | --------------- | ------------------------------------------------ | ------- | ------------ | --- | ---- |
| 1 WUPPER         | 1A1             | John Cockerill, Seraing                          | 1838    | 41           | 1843 Umbau, u. a. Verkleinerung der beiden Treibräder und vier Laufräder, 1851 im Einsatz, Verbleib unbekannt |      |
| 2 RHEIN          | 1A1             | John Cockerill, Seraing                          | 1838    | 42           | seit 1. Juni 1843 Reserve auf Station Hochdahl, + Dezember 1847, Verbleib unbekannt |      |
| DÜSSEL           | 1A1n2           | Dobbs & Poensgen, Aachen                         | 1839/40 | 2            | eine von nur zwei gebauten Lokomotiven dieses Herstellers; neben der Schwesterlok CAROLUS MAGNUS und der SAXONIA zählt die DÜSSEL zu den ersten in Deutschland gebauten Dampflokomotiven, geliefert 16. Februar 1840 und 1847, Verbleib unbekannt |      |
| 3 NEANDER        | B1              | Robert Stephenson, Newcastle upon Tyne           | 1841    |              | 1851 im Einsatz, Verbleib unbekannt |      |
| 4 JOHANN WILHELM | B1              | Robert Stephenson, Newcastle upon Tyne           | 1841    |              | seit Juli 1848 wegen irreparablem Kesselschaden außer Betrieb, 1851 (mit neuem Kessel) im Einsatz, Verbleib unbekannt |      |
| 5 VULCAN         | 1B (?)          | Robert Stephenson, Newcastle upon Tyne           | 1842    |              | Inbetriebnahme am 11. Juli 1842, 1851 im Einsatz, Verbleib unbekannt |      |
| 6 ACHILL         | 1B              | Robert Stephenson, Newcastle upon Tyne           | 1842    |              | Inbetriebnahme am 22. August 1842, 1851 im Einsatz, Verbleib unbekannt |      |
| 7 MARS           | 2An2/1Bn2/1Bn2t | Jacobi, Haniel & Huyssen, Sterkrade              | 1842    | 2            | geliefert im Oktober 1842, Inbetriebnahme am 19. Oktober 1842, 1849–1852 außer Dienst, 1856 Umbau in 1Bn2 bei Wever, Barmen, 1857 an Bergisch-Märkische Eisenbahn BME „MARS 52“, 1862 Umbau in 1Bn2t, + 1871, Verbleib unbekannt |      |
| 8 CONCORDIA      | 1B n2/1B n2t    | Emil Keßler, Maschinenbau-Gesellschaft Karlsruhe | 1847    | 67           | 1851 im Einsatz, 1857 an Bergisch-Märkische Eisenbahn-Gesellschaft 45, 1862 in 1B Tenderlok umgebaut, weiterer Verbleib unbekannt |      |
| 9 ELBERFELD      | 1B n2           | Emil Keßler, Maschinenbau-Gesellschaft Karlsruhe | 1848    | 106          | 1851 im Einsatz, 1857 an Bergisch-Märkische Eisenbahn-Gesellschaft 46, weiterer Verbleib unbekannt |      |
| 10 DÜSSELDORF    | 1B n2           | Emil Keßler, Maschinenbau-Gesellschaft Karlsruhe | 1848    | 114          | 1851 im Einsatz, 1857 an Bergisch-Märkische Eisenbahn-Gesellschaft 47, weiterer Verbleib unbekannt |      |
| [2"] DER RHEIN   | 1B n2           | Emil Keßler, Maschinenbau-Gesellschaft Karlsruhe | 1852    | 205          | Die Lok wurde bei Emil Kessler als Ersatz für die Betriebsnummer 2 RHEIN bestellt, rutschte am 14. Februar 1852 auf dem Weg zu ihrem Bestimmungsort Deutz aber von Bord des Frachtseglers Stadt Koblenz und versank daraufhin bei Germersheim im Rhein. Im März 2016 konnte in der Nähe des Germersheimer Rheinhafens ein Objekt lokalisiert werden, bei dem es sich nach Größe und Material um die verschollene Lok handeln könnte; Details siehe Lokartikel |      |
| 2 RHEIN          | 1B n2/1B n2t    | Emil Keßler, Maschinenbau-Gesellschaft Karlsruhe | 1852    | 173          | 1857 an Bergisch-Märkische Eisenbahn-Gesellschaft 48, 1862 in 1B Tenderlok umgebaut, weiterer Verbleib unbekannt |      |
| DÜSSEL"          | 1B n2           | Emil Keßler, Maschinenbau-Gesellschaft Karlsruhe | 1852    | 174          | 1857 an Bergisch-Märkische Eisenbahn-Gesellschaft 49, weiterer Verbleib unbekannt |      |

### Übernahme durch die BME
Solange die DEE bestand, betrieb sie ausschließlich die zuvor genannte Stammstrecke. Bereits seit der Gründung der Bergisch-Märkischen Eisenbahn-Gesellschaft (BME) am 18. Oktober 1843 arbeitete die DEE eng mit der BME zusammen. 1849 fusionierten beide Unternehmen. Auf Grund eines zwischen ihnen am 22. September 1856 geschlossenen Vertrages gingen das Eigentum der DEE und das Betriebsrecht für ihre Bahnstrecke am 1. Januar 1857 auf die BME über.

### Gedenktafel
Zum 100-jährigen Jubiläum der Streckeneröffnung errichteten die Reichsbahndirektion Wuppertal und der Heimatverein Düsseldorfer Jonges eine Gedenktafel „zur Erinnerung an entschlossene Pioniere der deutschen Wirtschaft“. Das Relief des Düsseldorfer Bildhauers Emil Jungblut (* 11. Juni 1888, † 24. April 1955) befindet sich heute im Nordtunnel des Düsseldorfer Hauptbahnhofes, stellt im Vordergrund zwei Männer – einer davon ein Arbeiter – und im Hintergrund die von einer Dampflokomotive befahrene Steilrampe Erkrath–Hochdahl dar. Darüber stehen die Worte „Am 20. Dezember des Jahres 1838 fuhr die erste Eisenbahn in Westdeutschland von Düsseldorf nach Erkrath“.